# Nintendo DS & DSi Browser
Il Nintendo DS Browser è un port del browser web Opera 8.5 per l'utilizzo su Nintendo DS, sviluppato da Opera Software e Nintendo. Sono state vendute due versioni, una per il Nintendo DS originale e una per il Nintendo DS Lite, ognuna con un diverso pacchetto di espansione della memoria Slot-2 per adattarsi al rispettivo sistema.
Il Nintendo DSi Browser è un port del browser web Opera 9.5 pubblicato come aggiornamento "day one" per Nintendo DSi e preinstallato su Nintendo DSi XL. Offre prestazioni migliori rispetto al browser precedente, che è incompatibile con la famiglia DSi. Al 31 marzo 2017, il browser rimane disponibile per il download su tutte le console Nintendo DSi XL.

## Lancio
Il 15 febbraio 2006, la società Opera Software ha annunciato l'intenzione di sviluppare un browser web per Nintendo DS.
In Australia e negli Stati Uniti, nei negozi è stata distribuita solo la versione DS Lite; la versione per DS originale era disponibile solo come ordine online da Nintendo.

## Caratteristiche

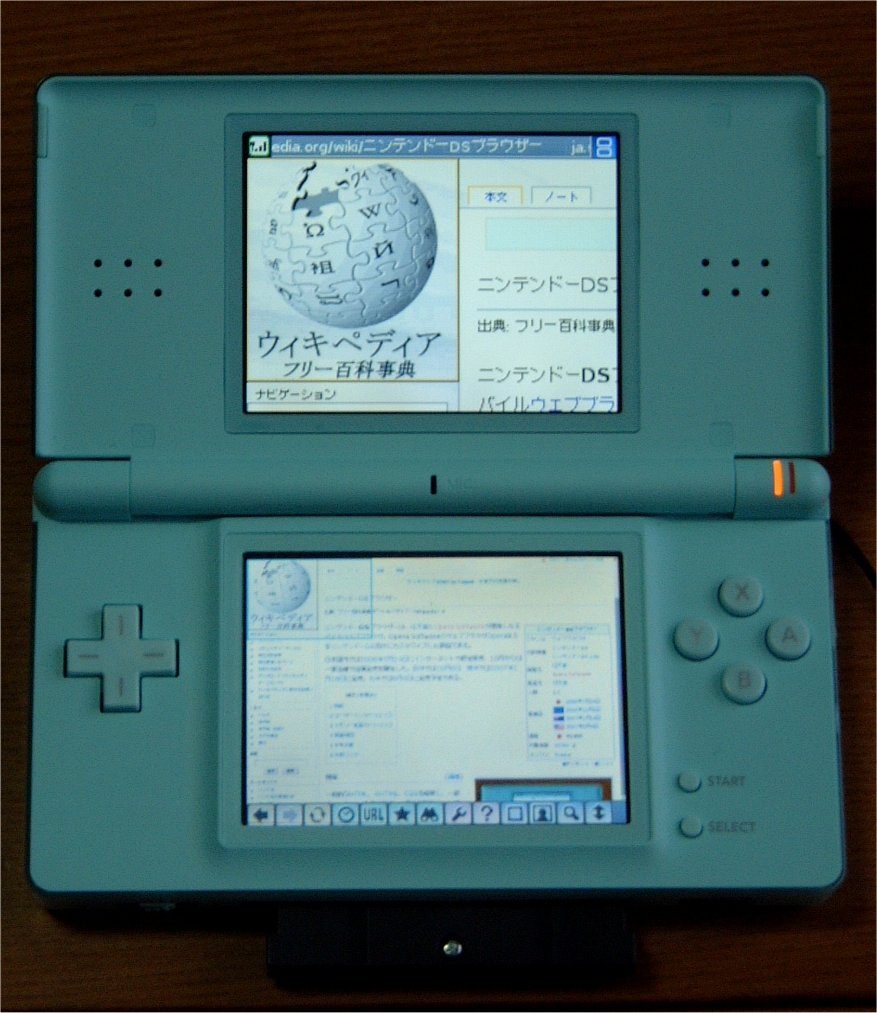
Wikipedia giapponese sul browser Nintendo DS.

Nintendo DS Browser utilizza il touchscreen del Nintendo DS per l'input, con una tastiera su schermo, il riconoscimento della scrittura a mano e un set di testo preimpostato (ad esempio, i domini di primo livello .it e .org).
Il browser può eseguire il rendering delle pagine in due modalità, Verticale (SSR) o Panoramica. In modalità SSR, i contenuti della pagina vengono visualizzati in un'unica colonna che si adatta alla larghezza dello schermo, ad esempio, una pagina con due colonne di testo affiancate verrebbe visualizzata come un'unica colonna, una dopo l'altra. In modalità Panoramica, sul touchscreen viene visualizzata una versione ridotta della pagina con una piccola area azzurra di selezione che può essere spostata utilizzando lo stilo e ingrandita tramite la funzione zoom del browser. I contenuti della casella di selezione vengono visualizzati nello schermo superiore. L'area di selezione può essere spostata nello schermo inferiore touchscreen per eseguire azioni come fare clic sui collegamenti o inserire testo nelle caselle.
Il browser si connette alla rete tramite punti di accesso Wi-Fi IEEE 802.11 o Nintendo Wi-Fi USB Connector utilizzando la funzionalità wireless integrata del Nintendo DS. È supportata solo la crittografia WEP, mentre la crittografia WPA non lo è.
Nintendo ha stretto una partnership con la società di sicurezza Internet Astaro per integrare la tecnologia di filtraggio web nel browser Nintendo DS. Chiamata Astaro Parental Control, la tecnologia funge da filtro proxy, offrendo la possibilità di bloccare i contenuti inappropriati. Questo è fornito gratuitamente e può essere attivato tramite una semplice opzione nel menu.
Il browser per Nintendo DS supporta JavaScript e SSL nelle pagine web, ma non supporta plug-in come Adobe Flash o testo in grassetto. A causa delle risorse di sistema limitate video o audio non funzioneranno nel browser. Mentre possono essere caricate e visualizzate le immagini, ma solo la versione DSi permette di caricare per intero un'immagine.

### Ricerca
Entrambi i browser includono la possibilità di avere un motore di ricerca. Nel browser per DS l'impostazione predefinita è Yahoo! (attualmente fornito da Bing) al di fuori del Giappone, o Yahoo! Japan (attualmente fornito da Google) in Giappone, ma può essere configurato per qualsiasi motore di ricerca supportato modificando l'URL nelle impostazioni del browser. Tuttavia risulta difficile impostare quest'ultimo da un utente neofita. Il browser Nintendo DSi limita le opzioni del motore di ricerca a Google o Yahoo!. Yahoo! Japan non è più supportato, poiché i certificati di sicurezza dei browser sono scaduti.

### Conformità agli standard
|           | DS         | Wii        | DSi        | 3DS         | Wii U       | New 3DS     | Switch      |
| --------- | ---------- | ---------- | ---------- | ----------- | ----------- | ----------- | ----------- |
| Browser   | Opera 8.5  | Opera 9.3  | Opera 9.5  | NetFront NX | NetFront NX | NetFront NX | NetFront NX |
| Engine    | Presto 1.0 | Presto 2.0 | Presto 2.1 | WebKit      | WebKit      | WebKit      | WebKit      |
| Acid1     | Riuscito   | Riuscito   | Riuscito   | Riuscito    | Riuscito    | Riuscito    | ?           |
| Acid2     | Fallito    | Riuscito   | Parziale   | Fallito     | Fallito     | Parziale    | ?           |
| Acid3     | 0%         | 0%         | 91%        | 92%         | 100%        | 100%        | ?           |
| HTML5Test | 0          | 65         | 65         | 83          | 256         | 257         | ?           |

La versione per DSi supera il test Acid1, ma parzialmente il test Acid2 a causa del posizionamento dell'elemento fisso, che risulta in due quadrati vaganti. Riceve un 59% nel test Acid3 in modalità panoramica e un 53% in modalità colonna, sebbene la pagina non venga visualizzata correttamente in quest'ultima. Il punteggio Acid3 è stato aggiornato al 61% nell'aprile 2014. In confronto, il browser Internet utilizzato dai sistemi Nintendo più recenti è alimentato da NetFront NX e utilizza il motore del browser WebKit. Il browser più recente supera anche il test Acid1, e anche se fallisce Acid2, ottiene punteggi migliori su Acid3: 92% sul Nintendo 3DS e 100% su Wii U e New Nintendo 3DS.

Il browser supporta parzialmente Unicode, e quasi completamente i set Western e CKJ e di diversi simboli universali. Il font del browser viene utilizzato per tutto il testo e supporta lo stile dell'ombra del testo, ma non il grassetto o il corsivo. Emoji non è supportato in modo nativo, ma può essere visualizzato utilizzando una libreria di emoji, come Twemoji.

## Memory Expansion Pak

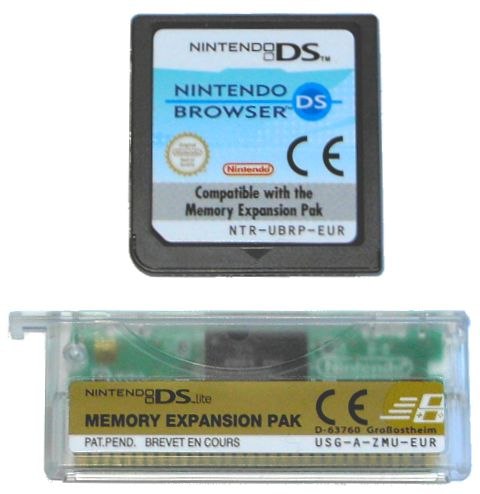
Cartuccia europea DS Browser e pacchetto di espansione DS Lite

Il Memory Expansion Pak, come il Rumble Pak, è un accessorio DS Option Pak per Nintendo DS e DS Lite. Viene inserito nello Slot-2, e aggiunge 8 MB di RAM al sistema, oltre a un'unità di gestione della memoria, per un totale di 12 MB. È disponibile in due versioni: una per Nintendo DS originale e una versione di dimensioni ridotte esclusiva per DS Lite. (La versione originale è compatibile anche con il DS Lite, sebbene la cartuccia sporga dalla console) I rivenditori portavano entrambe le versioni in Giappone e in Europa, ma in altre regioni veniva venduta solo la versione DS Lite. Nintendo rendeva disponibile la versione originale per corrispondenza.
Il Nintendo DS Browser è l'unico software concesso in licenza per la console che utilizzava questo accessorio, sebbene il manuale di istruzioni del browser suggerisse che altri giochi e software potrebbero utilizzare la memoria, sia obbligatoria che opzionale. Pertanto, l'accessorio si comporta in modo simile al Nintendo 64 Expansion Pak. Il software homebrew non ufficiale, come DSLinux e Moonshell, può utilizzare l'accessorio.
Esistono anche versioni di terze parti del Memory Expansion Pak: l'EZ-V 3-in-1 offre 16 MB di RAM, mentre altri produttori (Supercard, M3 e G6) offrono 32 MB di RAM. Il browser Nintendo DS si rifiuta di avviarsi con questi dispositivi. Il 16 novembre 2006, la comunità degli hacker di ROM ha pubblicato una patch per abilitare accessori di memoria di terze parti con il browser, che deve essere installato come immagine ROM su un dispositivo homebrew. Non è chiaro se il browser utilizzi tutta la RAM aggiuntiva o se sia limitata a soli 8 MB.

Il Nintendo DSi, non possedendo uno slot per cartucce GBA, è incompatibile con il browser e con qualsiasi DS Option Pak, ma è un sistema più potente, con processori più veloci e 16 MB di RAM totale. Di contro offre un browser web gratuito, con prestazioni migliori rispetto al browser per Nintendo DS.

## Browser per Nintendo DSi
Un browser Opera è stato pubblicato come applicazione scaricabile gratuitamente per Nintendo DSi. Era disponibile nello store dal lancio del DSi, ma successivamente venne precaricato sui nuovi Nintendo DSi e su tutti i Nintendo DSi XL. Questa versione utilizza il motore Opera Presto 2.1 più avanzato e conforme agli standard.
Il browser Web supporta l'oggetto canvas HTML5. Per visualizzare le immagini in una tela, devono essere memorizzate nella cache. Inoltre, a volte, può essere visualizzata solo la porzione dell'immagine nel secondo quadrante cartesiano, portando a risultati imprevedibili. Sebbene il browser Web supporti l'opacità di CSS, il suo utilizzo rallenta notevolmente il browser, specialmente se utilizzato con funzionalità basate su eventi come mouseOver e mouseMove.

## Accoglienza
| Testata | Giudizio |
| ------- | -------- |
| IGN     | 3,5/10   |

Le recensioni per il Nintendo DS browser sono state generalmente contrastanti. Molti revisori hanno notato carenze come tempi di caricamento prolungati e mancanza di supporto Flash per audio e video.
Nonostante le critiche al browser stesso, il motivo della lentezza e della mancanza di funzionalità è l'hardware limitato del sistema Nintendo, come suggerisce la recensione di IGN.
Nell'agosto 2007, il supporto al browser per Nintendo DS è stato interrotto in Nord America.